# The Forest Ranger (film 1910)
The Forest Ranger è un cortometraggio muto del 1910 scritto, prodotto, interpretato e diretto da Gilbert M. 'Broncho Billy' Anderson.

## Produzione
Il film fu prodotto dalla Essanay Film Manufacturing Company. Venne girato a Morrison, in Colorado.

## Distribuzione
Distribuito dall'Essanay Film Manufacturing Company, il film - un cortometraggio in una bobina - uscì nelle sale cinematografiche USA il 25 giugno 1910.